# Jack Harlow/Auszeichnungen für Musikverkäufe

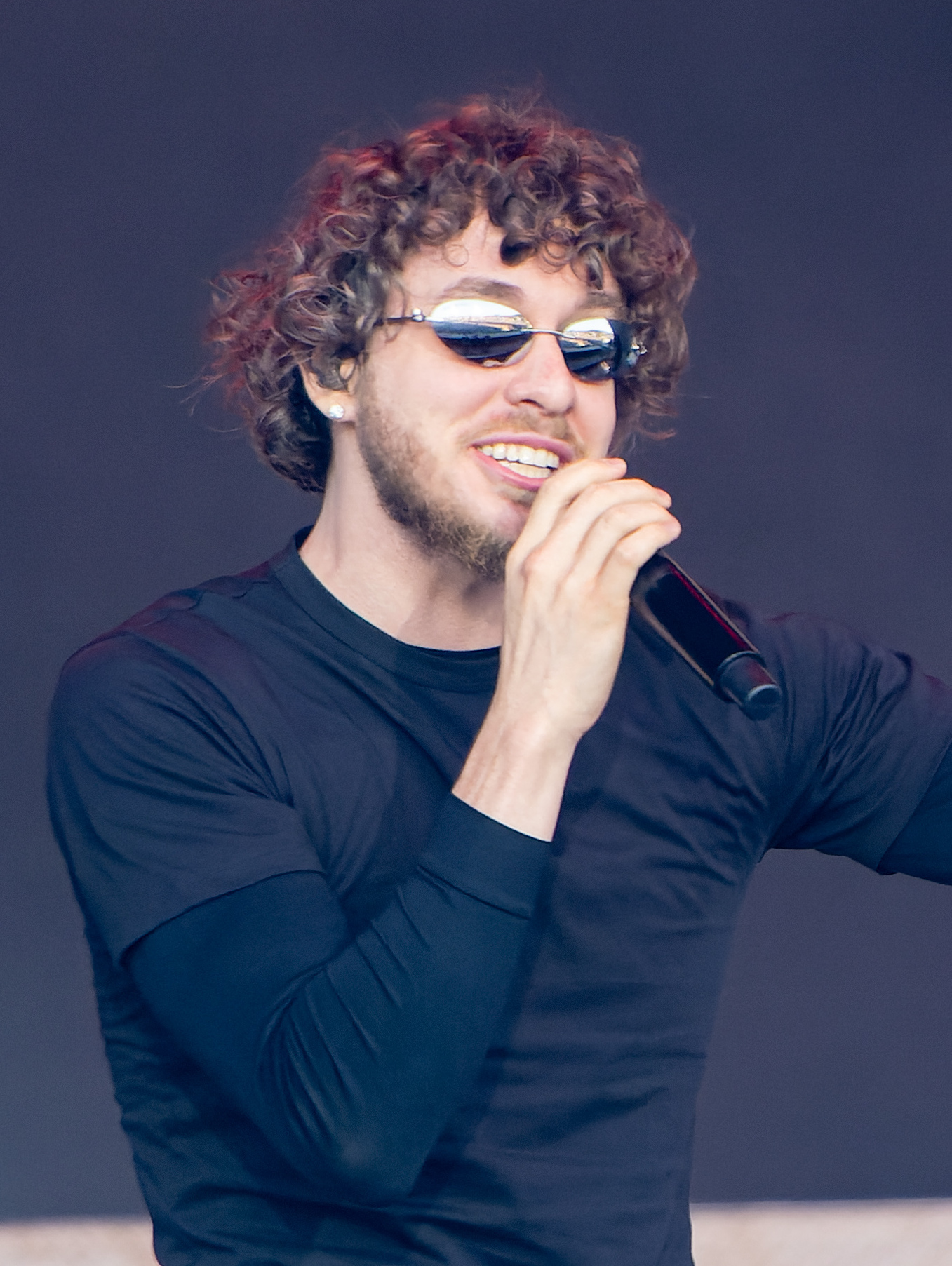
Jack Harlow (2023)

Dies ist eine Übersicht über die Auszeichnungen für Musikverkäufe des US-amerikanischen Rappers Jack Harlow. Die Auszeichnungen finden sich nach ihrer Art (Gold, Platin usw.), nach Staaten getrennt in alphabetischer Reihenfolge, geordnet sowie nach den Tonträgern selbst in chronologischer Reihenfolge, getrennt nach Medium (Alben, Singles usw.), wieder.

## Auszeichnungen
| - Vereinigtes Königreich - 2023: für die Single Tyler Herro - 2023: für das Album Thats What They All Say - 2023: für das Lied Already Best Friends - 2023: für das Lied Churchill Downs - 2024: für die Single 3D - 2025: für das Album Come Home the Kids Miss You - Australien - 2024: für die Single Killer (Remix) - Dänemark - 2023: für das Album Come Home the Kids Miss You - 2023: für die Single Tyler Herro - 2025: für das Album Thats What They All Say - Deutschland - 2021: für die Single Whats Poppin - 2022: für die Single First Class - 2024: für die Single Lovin on Me - Finnland - 2022: für das Album Thats What They All Say - Frankreich - 2021: für die Single Whats Poppin - 2023: für die Single First Class - 2024: für die Single Lovin On Me - 2025: für die Single Tyler Herro - 2025: für die Single 3D - Italien - 2022: für die Single First Class - 2024: für die Single Lovin On Me - Japan - 2024: für das Streaming 3D - Kanada - 2019: für die Single Thru the Night - 2021: für das Album Sweet Action - 2021: für das Lied Already Best Friends - Neuseeland - 2022: für das Album Sweet Action - Österreich - 2024: für die Single Lovin On Me - Portugal - 2022: für die Single Tyler Herro - 2024: für die Single Lovin On Me - Spanien - 2023: für die Single Whats Poppin - 2024: für die Single First Class - Vereinigte Staaten - 2022: für die Single Thru the Night - 2022: für das Lied Face of My City - 2025: für das Lied Route 66 - 2025: für das Lied Love Is Dro | - Belgien - 2022: für die Single Industry Baby - 2024: für die Single Lovin On Me - Brasilien - 2022: für die Single Whats Poppin - 2022: für die Single Whats Poppin (Remix) - Dänemark - 2021: für die Single Whats Poppin - 2023: für die Single First Class - 2024: für die Single Lovin On Me - Deutschland - 2025: für die Single Industry Baby - Italien - 2023: für die Single Whats Poppin - Kanada - 2021: für das Album Thats What They All Say - 2021: für das Lied I Wanna See Some Ass - 2022: für die Single Moana - 2023: für das Album Come Home the Kids Miss You - 2024: für die Single 3D - Neuseeland - 2022: für die Single First Class - 2022: für das Album Thats What They All Say - 2023: für das Album Come Home the Kids Miss You - Norwegen - 2021: für die Single Industry Baby - Österreich - 2023: für die Single First Class - 2023: für die Single Whats Poppin - Polen - 2023: für die Single Whats Poppin - 2024: für die Single Lovin On Me - 2024: für die Single First Class - Portugal - 2022: für die Single First Class - Schweden - 2021: für die Single Industry Baby - Schweiz - 2023: für die Single First Class - 2024: für die Single Lovin On Me - Vereinigte Staaten - 2022: für die Single Nail Tech - 2022: für die Single Way Out - 2022: für das Lied I Wanna See Some Ass - 2022: für das Lied Already Best Friends - 2024: für die Single Killer (Remix) - 2025: für das Album Come Home the Kids Miss You - 2025: für das Lied Churchill Downs - 2025: für das Lied Dua Lipa - 2025: für die Single SUVs (Black on Black) - Vereinigtes Königreich - 2021: für die Single Whats Poppin - 2022: für die Single First Class - 2024: für die Single Lovin On Me | - Dänemark - 2025: für die Single Industry Baby - Italien - 2022: für die Single Industry Baby - Kanada - 2021: für die Single Tyler Herro - Portugal - 2022: für die Single Whats Poppin - Schweiz - 2022: für die Single Industry Baby - Spanien - 2024: für die Single Industry Baby - Vereinigte Staaten - 2025: für das Album Thats What They All Say - Vereinigtes Königreich - 2025: für die Single Industry Baby - Mexiko - 2025: für die Single Industry Baby - Griechenland - 2022: für die Single Industry Baby - Polen - 2023: für die Single Industry Baby - Vereinigte Staaten - 2025: für die Single Tyler Herro - Neuseeland - 2023: für die Single Industry Baby - 2025: für die Single Lovin On Me - Vereinigte Staaten - 2025: für die Single First Class - 2025: für die Single Lovin On Me - Australien - 2023: für die Single First Class - Kanada - 2023: für die Single First Class - 2024: für die Single Lovin On Me - Neuseeland - 2025: für die Single Whats Poppin - Portugal - 2023: für die Single Industry Baby - Australien - 2024: für die Single Lovin On Me - Australien - 2022: für die Single Industry Baby - 2024: für die Single Whats Poppin - Kanada - 2022: für die Single Industry Baby - Südafrika - 2024: für die Single Industry Baby - Vereinigte Staaten - 2024: für die Single Industry Baby - Frankreich - 2022: für die Single Industry Baby - Kanada - 2023: für die Single Whats Poppin - Vereinigte Staaten - 2025: für die Single Whats Poppin - Brasilien - 2022: für die Single Industry Baby |

## Auszeichnungen nach Alben

### Sweet Action
| Land/Region       | Auszeichnungen für Musikverkäufe (Land/Region, Auszeichnung, Verkäufe) | Verkäufe |
| ----------------- | ---------------------------------------------------------------------- | -------- |
| Kanada (MC)       | Gold                                                                   | 40.000   |
| Neuseeland (RMNZ) | Gold                                                                   | 7.500    |
| Insgesamt         | 2× Gold ·                                                              | 47.500   |

### Thats What They All Say
| Land/Region                  | Auszeichnungen für Musikverkäufe (Land/Region, Auszeichnung, Verkäufe) | Verkäufe  |
| ---------------------------- | ---------------------------------------------------------------------- | --------- |
| Dänemark (IFPI)              | Gold                                                                   | 10.000    |
| Finnland (IFPI)              | Gold                                                                   | 10.000    |
| Kanada (MC)                  | Platin                                                                 | 80.000    |
| Neuseeland (RMNZ)            | Platin                                                                 | 15.000    |
| Vereinigte Staaten (RIAA)    | 2× Platin                                                              | 2.000.000 |
| Vereinigtes Königreich (BPI) | Silber                                                                 | 60.000    |
| Insgesamt                    | 1× Silber · 2× Gold · 3× Platin ·                                      | 2.175.000 |

### Come Home the Kids Miss You
| Land/Region                  | Auszeichnungen für Musikverkäufe (Land/Region, Auszeichnung, Verkäufe) | Verkäufe  |
| ---------------------------- | ---------------------------------------------------------------------- | --------- |
| Dänemark (IFPI)              | Gold                                                                   | 10.000    |
| Kanada (MC)                  | Platin                                                                 | 80.000    |
| Neuseeland (RMNZ)            | Platin                                                                 | 15.000    |
| Vereinigte Staaten (RIAA)    | Platin                                                                 | 1.000.000 |
| Vereinigtes Königreich (BPI) | Silber                                                                 | 60.000    |
| Insgesamt                    | 1× Silber · 1× Gold · 3× Platin ·                                      | 1.165.000 |

## Auszeichnungen nach Singles

### Thru the Night
| Land/Region               | Auszeichnungen für Musikverkäufe (Land/Region, Auszeichnung, Verkäufe) | Verkäufe |
| ------------------------- | ---------------------------------------------------------------------- | -------- |
| Kanada (MC)               | Gold                                                                   | 40.000   |
| Vereinigte Staaten (RIAA) | Gold                                                                   | 500.000  |
| Insgesamt                 | 2× Gold ·                                                              | 540.000  |

### Whats Poppin
| Land/Region                  | Auszeichnungen für Musikverkäufe (Land/Region, Auszeichnung, Verkäufe) | Verkäufe   |
| ---------------------------- | ---------------------------------------------------------------------- | ---------- |
| Australien (ARIA)            | 7× Platin                                                              | 490.000    |
| Brasilien (PMB)              | Platin (Original) · + Platin (Remix)                                   | 80.000     |
| Dänemark (IFPI)              | Platin                                                                 | 90.000     |
| Deutschland (BVMI)           | Gold                                                                   | 200.000    |
| Frankreich (SNEP)            | Gold                                                                   | 100.000    |
| Italien (FIMI)               | Platin                                                                 | 100.000    |
| Kanada (MC)                  | Diamant                                                                | 800.000    |
| Neuseeland (RMNZ)            | 5× Platin                                                              | 150.000    |
| Österreich (IFPI)            | Platin                                                                 | 30.000     |
| Polen (ZPAV)                 | Platin                                                                 | 50.000     |
| Portugal (AFP)               | 2× Platin                                                              | 20.000     |
| Spanien (Promusicae)         | Gold                                                                   | 30.000     |
| Vereinigte Staaten (RIAA)    | Diamant                                                                | 10.000.000 |
| Vereinigtes Königreich (BPI) | Platin                                                                 | 600.000    |
| Insgesamt                    | 3× Gold · 21× Platin · 2× Diamant ·                                    | 12.740.000 |

### Moana
| Land/Region | Auszeichnungen für Musikverkäufe (Land/Region, Auszeichnung, Verkäufe) | Verkäufe |
| ----------- | ---------------------------------------------------------------------- | -------- |
| Kanada (MC) | Platin                                                                 | 80.000   |
| Insgesamt   | 1× Platin ·                                                            | 80.000   |

### Tyler Herro
| Land/Region                  | Auszeichnungen für Musikverkäufe (Land/Region, Auszeichnung, Verkäufe) | Verkäufe  |
| ---------------------------- | ---------------------------------------------------------------------- | --------- |
| Dänemark (IFPI)              | Gold                                                                   | 45.000    |
| Frankreich (SNEP)            | Gold                                                                   | 100.000   |
| Kanada (MC)                  | 2× Platin                                                              | 160.000   |
| Portugal (AFP)               | Gold                                                                   | 5.000     |
| Vereinigte Staaten (RIAA)    | 3× Platin                                                              | 3.000.000 |
| Vereinigtes Königreich (BPI) | Silber                                                                 | 200.000   |
| Insgesamt                    | 1× Silber · 3× Gold · 5× Platin ·                                      | 3.510.000 |

### Way Out
| Land/Region               | Auszeichnungen für Musikverkäufe (Land/Region, Auszeichnung, Verkäufe) | Verkäufe  |
| ------------------------- | ---------------------------------------------------------------------- | --------- |
| Vereinigte Staaten (RIAA) | Platin                                                                 | 1.000.000 |
| Insgesamt                 | 1× Platin ·                                                            | 1.000.000 |

### Killer (Remix)
| Land/Region               | Auszeichnungen für Musikverkäufe (Land/Region, Auszeichnung, Verkäufe) | Verkäufe  |
| ------------------------- | ---------------------------------------------------------------------- | --------- |
| Australien (ARIA)         | Gold                                                                   | 35.000    |
| Vereinigte Staaten (RIAA) | Platin                                                                 | 1.000.000 |
| Insgesamt                 | 1× Gold · 1× Platin ·                                                  | 1.035.000 |

### Industry Baby
| Land/Region                  | Auszeichnungen für Musikverkäufe (Land/Region, Auszeichnung, Verkäufe) | Verkäufe   |
| ---------------------------- | ---------------------------------------------------------------------- | ---------- |
| Australien (ARIA)            | 7× Platin                                                              | 490.000    |
| Belgien (BRMA)               | Platin                                                                 | 40.000     |
| Brasilien (PMB)              | 3× Diamant                                                             | 480.000    |
| Dänemark (IFPI)              | 2× Platin                                                              | 180.000    |
| Deutschland (BVMI)           | Platin                                                                 | 600.000    |
| Frankreich (SNEP)            | Diamant                                                                | 333.333    |
| Griechenland (IFPI)          | 3× Platin                                                              | 60.000     |
| Italien (FIMI)               | 2× Platin                                                              | 200.000    |
| Kanada (MC)                  | 7× Platin                                                              | 560.000    |
| Mexiko (AMPROFON)            | 5× Gold                                                                | 350.000    |
| Neuseeland (RMNZ)            | 4× Platin                                                              | 120.000    |
| Norwegen (IFPI)              | Platin                                                                 | 60.000     |
| Polen (ZPAV)                 | 3× Platin                                                              | 150.000    |
| Portugal (AFP)               | 5× Platin                                                              | 50.000     |
| Schweden (IFPI)              | Platin                                                                 | 80.000     |
| Schweiz (IFPI)               | 2× Platin                                                              | 40.000     |
| Spanien (Promusicae)         | 2× Platin                                                              | 120.000    |
| Südafrika (RISA)             | 7× Platin                                                              | 280.000    |
| Vereinigte Staaten (RIAA)    | 7× Platin                                                              | 7.000.000  |
| Vereinigtes Königreich (BPI) | 2× Platin                                                              | 1.200.000  |
| Insgesamt                    | 1× Gold · 59× Platin · 4× Diamant ·                                    | 12.393.333 |

### SUVs (Black on Black)
| Land/Region               | Auszeichnungen für Musikverkäufe (Land/Region, Auszeichnung, Verkäufe) | Verkäufe  |
| ------------------------- | ---------------------------------------------------------------------- | --------- |
| Vereinigte Staaten (RIAA) | Platin                                                                 | 1.000.000 |
| Insgesamt                 | 1× Platin ·                                                            | 1.000.000 |

### Nail Tech
| Land/Region               | Auszeichnungen für Musikverkäufe (Land/Region, Auszeichnung, Verkäufe) | Verkäufe  |
| ------------------------- | ---------------------------------------------------------------------- | --------- |
| Vereinigte Staaten (RIAA) | Platin                                                                 | 1.000.000 |
| Insgesamt                 | 1× Platin ·                                                            | 1.000.000 |

### 3D
| Land/Region                  | Auszeichnungen für Musikverkäufe (Land/Region, Auszeichnung, Verkäufe) | Verkäufe |
| ---------------------------- | ---------------------------------------------------------------------- | -------- |
| Frankreich (SNEP)            | Gold                                                                   | 100.000  |
| Kanada (MC)                  | Platin                                                                 | 80.000   |
| Vereinigtes Königreich (BPI) | Silber                                                                 | 200.000  |
| Insgesamt                    | 1× Silber · 1× Gold · 1× Platin ·                                      | 380.000  |

### First Class
| Land/Region                  | Auszeichnungen für Musikverkäufe (Land/Region, Auszeichnung, Verkäufe) | Verkäufe  |
| ---------------------------- | ---------------------------------------------------------------------- | --------- |
| Australien (ARIA)            | 5× Platin                                                              | 350.000   |
| Dänemark (IFPI)              | Platin                                                                 | 90.000    |
| Deutschland (BVMI)           | Gold                                                                   | 200.000   |
| Frankreich (SNEP)            | Gold                                                                   | 100.000   |
| Italien (FIMI)               | Gold                                                                   | 50.000    |
| Kanada (MC)                  | 5× Platin                                                              | 400.000   |
| Neuseeland (RMNZ)            | Platin                                                                 | 30.000    |
| Österreich (IFPI)            | Platin                                                                 | 30.000    |
| Polen (ZPAV)                 | Platin                                                                 | 50.000    |
| Portugal (AFP)               | Platin                                                                 | 10.000    |
| Schweiz (IFPI)               | Platin                                                                 | 20.000    |
| Spanien (Promusicae)         | Gold                                                                   | 30.000    |
| Vereinigte Staaten (RIAA)    | 4× Platin                                                              | 4.000.000 |
| Vereinigtes Königreich (BPI) | Platin                                                                 | 600.000   |
| Insgesamt                    | 4× Gold · 21× Platin ·                                                 | 5.960.000 |

### Lovin On Me
| Land/Region                  | Auszeichnungen für Musikverkäufe (Land/Region, Auszeichnung, Verkäufe) | Verkäufe  |
| ---------------------------- | ---------------------------------------------------------------------- | --------- |
| Australien (ARIA)            | 6× Platin                                                              | 420.000   |
| Belgien (BRMA)               | Platin                                                                 | 40.000    |
| Dänemark (IFPI)              | Platin                                                                 | 90.000    |
| Deutschland (BVMI)           | Gold                                                                   | 300.000   |
| Frankreich (SNEP)            | Gold                                                                   | 100.000   |
| Italien (FIMI)               | Gold                                                                   | 50.000    |
| Kanada (MC)                  | 5× Platin                                                              | 400.000   |
| Neuseeland (RMNZ)            | 4× Platin                                                              | 120.000   |
| Österreich (IFPI)            | Gold                                                                   | 15.000    |
| Polen (ZPAV)                 | Platin                                                                 | 50.000    |
| Portugal (AFP)               | Gold                                                                   | 5.000     |
| Schweiz (IFPI)               | Platin                                                                 | 30.000    |
| Vereinigte Staaten (RIAA)    | 4× Platin                                                              | 4.000.000 |
| Vereinigtes Königreich (BPI) | Platin                                                                 | 600.000   |
| Insgesamt                    | 5× Gold · 24× Platin ·                                                 | 6.220.000 |

## Auszeichnungen nach Liedern

### Already Best Friends
| Land/Region                  | Auszeichnungen für Musikverkäufe (Land/Region, Auszeichnung, Verkäufe) | Verkäufe  |
| ---------------------------- | ---------------------------------------------------------------------- | --------- |
| Kanada (MC)                  | Gold                                                                   | 40.000    |
| Vereinigte Staaten (RIAA)    | Platin                                                                 | 1.000.000 |
| Vereinigtes Königreich (BPI) | Silber                                                                 | 200.000   |
| Insgesamt                    | 1× Silber · 1× Gold · 1× Platin ·                                      | 1.240.000 |

### Churchill Downs
| Land/Region                  | Auszeichnungen für Musikverkäufe (Land/Region, Auszeichnung, Verkäufe) | Verkäufe  |
| ---------------------------- | ---------------------------------------------------------------------- | --------- |
| Vereinigte Staaten (RIAA)    | Platin                                                                 | 1.000.000 |
| Vereinigtes Königreich (BPI) | Silber                                                                 | 200.000   |
| Insgesamt                    | 1× Silber · 1× Platin ·                                                | 1.200.000 |

### Dua Lipa
| Land/Region               | Auszeichnungen für Musikverkäufe (Land/Region, Auszeichnung, Verkäufe) | Verkäufe  |
| ------------------------- | ---------------------------------------------------------------------- | --------- |
| Vereinigte Staaten (RIAA) | Platin                                                                 | 1.000.000 |
| Insgesamt                 | 1× Platin ·                                                            | 1.000.000 |

### Face of My City
| Land/Region               | Auszeichnungen für Musikverkäufe (Land/Region, Auszeichnung, Verkäufe) | Verkäufe |
| ------------------------- | ---------------------------------------------------------------------- | -------- |
| Vereinigte Staaten (RIAA) | Gold                                                                   | 500.000  |
| Insgesamt                 | 1× Gold ·                                                              | 500.000  |

### I Wanna See Some Ass
| Land/Region               | Auszeichnungen für Musikverkäufe (Land/Region, Auszeichnung, Verkäufe) | Verkäufe  |
| ------------------------- | ---------------------------------------------------------------------- | --------- |
| Kanada (MC)               | Platin                                                                 | 80.000    |
| Vereinigte Staaten (RIAA) | Platin                                                                 | 1.000.000 |
| Insgesamt                 | 2× Platin ·                                                            | 1.080.000 |

### Route 66
| Land/Region               | Auszeichnungen für Musikverkäufe (Land/Region, Auszeichnung, Verkäufe) | Verkäufe |
| ------------------------- | ---------------------------------------------------------------------- | -------- |
| Vereinigte Staaten (RIAA) | Gold                                                                   | 500.000  |
| Insgesamt                 | 1× Gold ·                                                              | 500.000  |

### Love Is Dro
| Land/Region               | Auszeichnungen für Musikverkäufe (Land/Region, Auszeichnung, Verkäufe) | Verkäufe |
| ------------------------- | ---------------------------------------------------------------------- | -------- |
| Vereinigte Staaten (RIAA) | Gold                                                                   | 500.000  |
| Insgesamt                 | 1× Gold ·                                                              | 500.000  |

## Auszeichnungen nach Musikstreamings

### 3D
| Land/Region  | Auszeichnungen für Musikverkäufe (Land/Region, Auszeichnung, Verkäufe) | Verkäufe   |
| ------------ | ---------------------------------------------------------------------- | ---------- |
| Japan (RIAJ) | Gold                                                                   | 50.000.000 |
| Insgesamt    | 1× Gold ·                                                              | 50.000.000 |

## Statistik und Quellen
| Land/RegionAuszeichnungen für Musikverkäufe (Land/Region, Auszeichnungen, Verkäufe, Quellen) | Silber     | Gold       | Platin         | Diamant     | Verkäufe   | Quellen                    |
| -------------------------------------------------------------------------------------------- | ---------- | ---------- | -------------- | ----------- | ---------- | -------------------------- |
| Australien (ARIA)                                                                            | —          | Gold1      | 25× Platin25   | —           | 1.785.000  | aria.com.au                |
| Belgien (BRMA)                                                                               | —          | —          | 2× Platin2     | —           | 80.000     | ultratop.be                |
| Brasilien (PMB)                                                                              | —          | —          | 2× Platin2     | 3× Diamant3 | 560.000    | pro-musicabr.org.br        |
| Dänemark (IFPI)                                                                              | —          | 3× Gold3   | 5× Platin5     | —           | 515.000    | ifpi.dk                    |
| Deutschland (BVMI)                                                                           | —          | 3× Gold3   | Platin1        | —           | 1.300.000  | musikindustrie.de          |
| Finnland (IFPI)                                                                              | —          | Gold1      | —              | —           | 10.000     | Einzelnachweise            |
| Frankreich (SNEP)                                                                            | —          | 5× Gold5   | —              | Diamant1    | 833.333    | snepmusique.com            |
| Griechenland (IFPI)                                                                          | —          | —          | 3× Platin3     | —           | 60.000     | Einzelnachweise            |
| Italien (FIMI)                                                                               | —          | 2× Gold2   | 3× Platin3     | —           | 400.000    | fimi.it                    |
| Japan (RIAJ)                                                                                 | —          | Gold1      | —              | —           | —          | riaj.or.jp                 |
| Kanada (MC)                                                                                  | —          | 3× Gold3   | 24× Platin24   | Diamant1    | 2.840.000  | musiccanada.com            |
| Mexiko (AMPROFON)                                                                            | —          | Gold1      | 2× Platin2     | —           | 350.000    | amprofon.com.mx            |
| Neuseeland (RMNZ)                                                                            | —          | Gold1      | 16× Platin16   | —           | 457.500    | radioscope.co.nz NZ2       |
| Norwegen (IFPI)                                                                              | —          | —          | Platin1        | —           | 60.000     | ifpi.no                    |
| Österreich (IFPI)                                                                            | —          | Gold1      | 2× Platin2     | —           | 75.000     | ifpi.at                    |
| Polen (ZPAV)                                                                                 | —          | —          | 6× Platin6     | —           | 300.000    | olis.pl                    |
| Portugal (AFP)                                                                               | —          | 2× Gold2   | 8× Platin8     | —           | 90.000     | Einzelnachweise            |
| Schweden (IFPI)                                                                              | —          | —          | Platin1        | —           | 80.000     | sverigetopplistan.se       |
| Schweiz (IFPI)                                                                               | —          | —          | 4× Platin4     | —           | 90.000     | hitparade.ch musikwoche.de |
| Spanien (Promusicae)                                                                         | —          | 2× Gold2   | 2× Platin2     | —           | 180.000    | elportaldemusica.es        |
| Südafrika (RISA)                                                                             | —          | —          | 7× Platin7     | —           | 280.000    | Einzelnachweise            |
| Vereinigte Staaten (RIAA)                                                                    | —          | 4× Gold4   | 29× Platin29   | Diamant1    | 41.000.000 | riaa.com                   |
| Vereinigtes Königreich (BPI)                                                                 | 6× Silber6 | —          | 5× Platin5     | —           | 3.920.000  | bpi.co.uk                  |
| Insgesamt                                                                                    | 6× Silber6 | 30× Gold30 | 148× Platin148 | 6× Diamant6 |            |                            |